# Reparativ rättvisa
Reparativ rättvisa är inom kriminologin ett alternativt sätt att förhålla sig till konsekvenserna vid ett brott och hur man lindrar skadan vid ett övergrepp.
Tanken bakom reparativ rättvisa är att brottsoffret själv får tillfälle att berätta för gärningspersonen om hur brottet påverkat livet och vardagen samt att få upprättelse. Gärningspersonen får också tillfälle att berätta om varför brottet begicks och hur man kan försöka reparera skadan som skett och även hur man förebygger framtida brott. Man vill därmed stärka offrets roll, men även fokusera på gärningspersonen och sträva efter en försoning, men även stärka dennes familj eftersom den också drabbats. Medlingen påverkas av vilken typ av brott det gäller, vid brott mot person kan det handla mer om brottsoffrets behov och vid egendomsbrott om gärningspersonens behov och hur man sedan undviker ett återfall. 
Motsatsen till reparativ rättvisa är det traditionella rättssystemet, vilket i princip innebär att staten och gärningspersonen möts, sedan följer ett givet regelverk och därefter utdelas straff efter en skala. 
I den traditionella rättsordningen vill man med själva straffet belysa att man brutit mot en lag, men inte mot några människor och relationer, själva brottsoffret blir oftast en bifigur i sammanhanget. Med utgångspunkt av reparativ rättvisa, så gäller mer hänsyn till brottsoffrets behov och mer tyngdpunkt kring gärningspersonens ansvar att ställa tillrätta inför den som drabbats av brottet.

## Reparativ rättvisa i Sverige
I Sverige förekommer reparativ rättvisa genom medling och innebär att man försöker se på handlingen, själva brottet och konsekvenserna för de berörda människorna.
Medling i Sverige förekommer på kommunal nivå och främst som en gren inom socialtjänsten. De vanligaste brotten där medling förekommer är snatteri, bilstölder och lättare misshandel, det handlar oftast om typiska ungdomsbrott. Meningen är att fånga upp de berörda ungdomarna och använda ett annat reaktionsmönster och skapa en förståelse för vad som hänt och att gärningspersonen får en ytterligare chans att kunna integreras i samhället.[källa behövs]